# RedOne
RedOne (* 9. April 1972; bürgerlich Nadir Khayat) ist ein marokkanisch-schwedischer Musikproduzent, der in erster Linie durch seine Zusammenarbeit mit Lady Gaga Bekanntheit erlangte. In seinen Produktionen vermischt er Elemente von Popmusik und House.

## Karriere
RedOne wuchs als jüngstes von neun Kindern in einer marokkanischen Familie auf. Als großer Fan der schwedischen Hardrockgruppe Europe reiste er mit 19 nach Schweden, wo er über den Sänger Joey Tempest den Einstieg in die Musikindustrie fand und unter anderem mit den A*Teens zusammenarbeitete. Das von Darin gesungene Lied Step Up konnte sich 2005 auf Platz 1 der schwedischen Charts platzieren. RedOne erhielt für das Lied einen Grammi und einen Scandinavian Song of the Year-Award. Beeindruckt von seiner Musik wurde er von der FIFA zum Hauptproduzenten und -Liederschreiber für das offizielle Musikprogramm der Fußball-Weltmeisterschaft 2006 ernannt. Vor dem Finale wurde ein Mashup seines Liedes Bamboo mit dem Lied Hips Don’t Lie von Shakira und Wyclef Jean als „Offizielle Melodie“ des Events gesungen. Im Jahr darauf produzierte er das Debütalbum 9 Lives von Kat DeLuna.
2008 erlebte RedOne seinen kommerziellen Durchbruch. Er produzierte sieben Lieder des Albums The Block der New Kids on the Block, das Platz 2 der Billboard 200 erreichte, sowie sechs Lieder des Albums The Fame von Lady Gaga, das in mehreren Ländern Platz 1 erreichte. Die beiden Singles Just Dance und Poker Face konnten sich in den Billboard Hot 100 auf dem ersten Rang platzieren, Just Dance war 2009 zudem für einen Grammy nominiert. Zudem begann er mit Akon an dem nächsten Album von Michael Jackson zu arbeiten.
Derzeit lebt RedOne in Los Angeles. Zusammen mit Akon ist er Besitzer des Plattenlabels RedOneKonvict.

## Autorenbeteiligungen und Produktionen
1998:
- Joyful Life – Popsie

2001:
- … To the Music – A*Teens

2005:
- I Wish – Carl Henry
- Little Mama – Carl Henry
- Step Up – Darin

2006:
- Boys Boys Boys – Lady Gaga
- Zeit, dass sich was dreht – Herbert Grönemeyer feat. Amadou & Mariam

2007:
- Whine Up – Kat DeLuna (feat. Elephant Man)

2008:
- True – Brandy
- Run the Show – Kat DeLuna (feat. Busta Rhymes)
- Just Dance – Lady Gaga (feat. Colby O’Donis)
- Frozen – Tami Chynn (feat. Akon)
- Fashion – Heidi Montag
- Poker Face – Lady Gaga
- Breathing Your Love – Darin (feat. Kat DeLuna)
- See U at the Club – Darin
- Zero – Varsity Fanclub

2009:
- Takin’ Back My Love – Enrique Iglesias (feat. Ciara bzw. Sarah Connor)
- LoveGame – Lady Gaga
- Fire Burning – Sean Kingston
- Falling Down – Space Cowboy
- When It Was Good – Flipsyde
- American Cowboy – Jada
- I Came 2 Party – Cinema Bizarre (feat. Space Cowboy)
- Remedy – Little Boots
- Straight Through My Heart – Backstreet Boys
- Let’s Get Crazy – Cassie (feat. Akon)
- Bad Romance – Lady Gaga
- Monster – Lady Gaga
- Alejandro – Lady Gaga
- Fashion – Lady Gaga
- About a Girl – Sugababes

2010:
- Automatik – Livvi Franc
- More – Usher
- Kick Ass – Mika
- Love Generation – Love Generation
- Bumpy Ride – Mohombi
- Hypnotico – Tami Chynn
- Party O’Clock – Kat DeLuna
- I Like It – Enrique Iglesias
- Oui mais … Non – Mylène Farmer
- Lonely Lisa – Mylène Farmer
- Poison – Nicole Scherzinger
- Killer Love – Nicole Scherzinger
- Say Yes – Nicole Scherzinger
- Club Banger Nation – Nicole Scherzinger
- Desperate – Nicole Scherzinger
- Everybody – Nicole Scherzinger
- Broken Heels – Alexandra Burke
- Here We Go Again – Pixie Lott
- Rolling Stone – Pixie Lott

2011:
- On the Floor – Jennifer Lopez (feat. Pitbull)
- Say Jambo – Mohombi
- Invading My Mind – Jennifer Lopez
- Judas – Lady Gaga
- Get You – Alexei Worobjow bzw. Alex Sparrow (Eurovision-Song-Contest-Titel für Russland 2011)
- Rain over Me – Pitbull (feat. Marc Anthony)
- Suavemente – Nayer (feat. Pitbull & Mohombi)
- Hair – Lady Gaga
- Scheiße – Lady Gaga
- Highway Unicorn (Road to Love) – Lady Gaga
- Fight For You – Jason Derulo

2012:
- Name of Love – Jean-Roch (feat. Nayer & Pitbull)
- There She Goes – Taio Cruz (feat. Pitbull)
- Starships – Nicki Minaj
- Live My Life – Justin Bieber (feat. Far East Movement)
- Fist Pump Jump Jump – Ying Yang Twins
- Dance Again – Jennifer Lopez (feat. Pitbull)
- Feels so Right – Rwapa Crew feat. Babel

2013:
- Sing for Me – Blue
- Paradise – Blue
- Exotic – Priyanka Chopra (feat. Pitbull)
- What about Love – Austin Mahone

2014:
- Follow Me – Isac Elliot
- Time Of Our Lives – Chawki
- Movin’ – Mohombi
- Hala Madrid…y nada más – Real Madrid feat. RedOne

2015:
- Lie – Roya
- Live Forever – The Band Perry

2016:
- Don’t You Need Somebody – RedOne (feat. Enrique Iglesias, R. City, Serayah & Shaggy)
- Warrior – Akon
- Sofia – Alvaro Soler
- Angel Down – Lady Gaga

2017:
- Baby Love – Samantha J feat. R.City
- Boom Boom – RedOne (mit Daddy Yankee, French Montana & Dinah Jane)
- Summer In The City – Now United with RedOne
- Make You Believe In Love – Marcus & Martinus

2018:
- La Cintura – Alvaro Soler
- One World – RedOne (mit Adelina & Now United)

2020
- Kings & Queens – Ava Max